# Paria (casta)

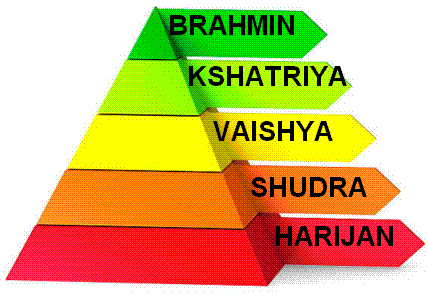
Sistema general de castas

En el sistema de castas de la India,
paria, intocable, dalit, harijan, o panchamas (en hindi: दलित) es una persona que, de acuerdo con las creencias hindúes tradicional, se considera fuera de las cuatro varnas tradicionales, o niveles por encima de este. Varna se refiere a la creencia de que muchos humanos fueron creados a partir de diferentes partes del cuerpo de la divinidad Púrusha, y la parte de la que cada varna fue creada define el estatus social de una persona en relación con aspectos como con quién puede casarse y qué profesiones puede desempeñar.
Al estar fuera de las varnas, a los parias, históricamente, solo se les ha permitido realizar trabajos más marginales. Se incluyen los trabajadores del cuero (llamados chamar), los granjeros pobres y los jornaleros sin tierra, los artesanos callejeros, los artistas populares, los lavanderos de ropa y otros.
Tradicionalmente eran aislados en sus propias comunidades, hasta el punto de que las clases superiores evitaban el contacto de sus sombras. La discriminación contra los dalits existe aún en zonas rurales y en la esfera privada. No obstante, ha desaparecido en zonas urbanas y en la esfera de lo público, en lo relativo a libertad de movimiento y el acceso a la educación.
La expresión más temprana de la discriminación, al menos en aspectos espirituales, se remonta al Bhagavad-guita (texto épico-religioso del siglo III a. C.), donde se afirma que para los intocables, las mujeres y los extranjeros no es alcanzable la iluminación.
Los dalits son a menudo víctimas de la violencia, como frecuentes linchamientos, asesinatos y violaciones. En el estado de Rayastán, solo entre 1999 y 2003 hubo más de 143 parias violadas y 93 asesinados. Masacres que solían incluir la violación de mujeres y el asesinato de hombres y mujeres dalits se reportan en el siglo XX en Chundur, Neerukonda, Andhra Pradesh, Tamil Nadu, Panyab y Kherlanji, siendo las más recientes las de Majarastra en 2006 y Rayastán en 2008.
Este fenómeno, no obstante, no es exclusivo de la India, puesto que existen grupos similares en Bangladés (denominados arzal), Yemen (conocidos por al-akdham) y Japón (donde reciben el nombre de burakumin).

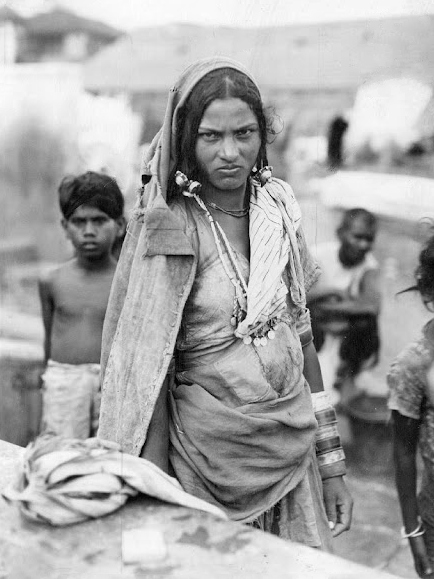
Una mujer dalit o intocable en Bombay en 1942.

## Política
En la actualidad, los dalits están en periodo de organización, y han surgido movimientos políticos que han arrastrado millones de personas. Incluso una mujer dalit ha llegado a gobernar uno de los estados indios, Uttar Pradesh, y un dalit fue presidente de la República de India, K. R. Narayanan. Los radicales dalits proponen la creación de un Estado independiente llamado Dalitstan, y para ello Shri Ram Vilas Paswan creó la organización Dalit Sena (‘ejército dalit’).
Por otra parte, en 1984 se fundó en la India el Partido de la Sociedad Mayoritaria para representar a los dalits y la población de otras castas bajas. Desde 1991, el partido empezó a buscar alianzas y en 1995 se alió con el Bharatiya Janata Party, pero en las elecciones de 1996 volvió a concurrir solo, al igual que hizo en las elecciones de 1999, con unos buenos resultados. El elefante es el símbolo tradicional de los dalits, y el partido suele usarlo como distintivo en su bandera, en color blanco sobre fondo azul.

## Religión
La religión mayoritaria entre los dalits o parias es el budismo (40%), seguida del sijismo (31%), el hinduismo (20%) y por último el cristianismo (9%). Tanto el budismo como el sijismo y el cristianismo condenan el sistema de castas hindú. Sin embargo, la conversión a otra religión no evita que sufran discriminación (quizás no por parte de sus correligionarios pero sí por la mayoritaria sociedad hinduista).
Las prédicas de Bhimrao Ramji Ambedkar, un líder budista (aunque nacido en el seno de una familia pobre de dalits hinduistas), que rechazaban la discriminación de las castas han generado un resurgimiento del budismo entre los dalits y otras castas inferiores, lo que podría explicar la preeminencia del budismo entre los dalits.

## Demografía
Existen comunidades de castas desfavorecidas en toda la India y constituían el 16,6 % de la población del país, según el censo de la India de 2011. Uttar Pradesh (21%), Bengala Occidental (11%), Bihar (8%) y Tamil Nadu (7%) representaban entre los tres casi la mitad de la población total de castas desfavorecidas del país. Su mayor proporción respecto a la población de los estados se daba en Punjab, con cerca del 32%,, mientras que Mizoram tenía la más baja, aproximadamente cero.
Se encuentran grupos similares en el resto del subcontinente indio: menos del 2% de la población de Pakistán es hindú y entre el 70% y el 75% de esos hindúes son dalit; en Nepal; Bangladés tenía 5 millones de dalit en 2010, la mayoría sin tierra y en situación de pobreza crónica, y Sri Lanka. También forman parte de la diáspora india en muchos países, como Estados Unidos, Reino Unido, Singapur y el Caribe.
En la India viven más de 200 millones de dalit. Según Paul Diwakar, activista dalit de la Campaña Nacional por los Derechos Humanos de los Dalit, "la India tiene 600.000 poblaciones y en casi todos ellos hay una pequeña bolsa en las afueras destinada a los dalit".

Distribución de las castas desfavorecidas en la India (Scheduled Castes, SC) por estados y territorios de la unión según el Censo de la India de 2011. Punjab tenía la mayor proporción de su población como SC (alrededor del 32%), mientras que los territorios insulares de la India y dos estados del noreste tenían aproximadamente cero.

## Estatus social
Los dalit han tenido el estatus social más bajo en la estructura social hindú tradicional, pero James Lochtefeld, profesor de religión y estudios asiáticos, afirmó en 2002 que la "adopción y popularización del término dalit refleja su creciente conciencia de la situación, y su mayor asertividad a la hora de exigir sus derechos legales y constitucionales".
La Comisión Nacional de Castas Desfavorecidas de la India considera que el uso oficial de dalit como etiqueta es "inconstitucional" porque la legislación moderna prefiere las castas desfavorecidas; sin embargo, algunas fuentes afirman que dalit ha englobado a más comunidades que el término oficial de castas desfavorecidas y a veces se utiliza para referirse a todos los pueblos oprimidos de la India. En Nepal se da una situación similar.
En 1932, el Raj británico recomendó la creación de electorados separados para seleccionar a los líderes de los dalits en el Communal Award. Ambedkar se mostró a favor, pero la oposición de Mahatma Gandhi dio lugar al Pacto de Poona. Éste, a su vez, influyó en la Ley del Gobierno de la India de 1935, que introdujo la reserva de escaños para las clases deprimidas, ahora rebautizadas como castas desfavorecidas.
Desde poco después de su independencia en 1947, la India introdujo un sistema de reservas para mejorar la capacidad de los dalit de tener representación política y obtener empleos públicos y educación[cita requerida] En 1997, la India eligió a su primer presidente dalit, K. R. Narayanan. Muchas organizaciones sociales han promovido mejores condiciones para los dalit a través de la educación, la sanidad y el empleo. No obstante, aunque la Constitución de la India prohibió la discriminación por motivos de casta y abolió la intocabilidad, estas prácticas siguen estando muy extendidas. Para prevenir el acoso, las agresiones, la discriminación y actos similares contra estos grupos, el gobierno de India promulgó el 31 de marzo de 1995 la Ley de Prevención de Atrocidades, también llamada Ley SC/ST. De acuerdo con la orden del Tribunal Superior de Bombay, el Ministerio de Información y Radiodifusión (Ministerio I&B) del Gobierno de la India emitió un aviso a todos los canales de medios de comunicación en septiembre de 2018, pidiéndoles que utilizaran "Scheduled Castes" en lugar de la palabra "Dalit".
George Kunnath afirma que "existe y ha existido una jerarquía interna entre las distintas castas dalit". Según Kunnath, los dusadhs son considerados los más altos, mientras que los musahars son considerados los más bajos dentro de los grupos dalit.: 38 

## Ocupaciones
En el pasado, se creía que los dalit eran tan impuros que los hindúes de casta superior consideraban que su presencia era contaminante. El "estatus impuro" estaba relacionado con sus ocupaciones hereditarias históricas, que las castas hindúes consideraban "contaminantes" o degradantes, como el trabajo con cuero, la eliminación de animales muertos, la recogida manual de basura o los trabajos de saneamiento.
Obligados por la circunstancia de su nacimiento y la pobreza, los dalit de la India siguen trabajando como trabajadores de saneamiento: limpiadores manuales de excrementos y carroñas, limpiadores de desagües, recolectores de basura y barrenderos de carreteras.: 4  En 2019, se calcula que entre el 40% y el 60% de los 6 millones de hogares dalit realizan trabajos de saneamiento.: 5  La casta dalit más común que realiza trabajos de saneamiento es la casta Valmiki (también Balmiki).: 3 

## Dalits famosos
- Phoolan Devi (1963-2001), bandida y política india que alcanzó un escaño en el Parlamento, aunque inició su carrera como una especie de figura que robaba a los de castas altas para darlo a los de castas bajas. Fue secuestrada y violada repetidas veces por hombres al mando del terrateniente local y posteriormente se vengó matando a muchos de sus violadores. Murió asesinada cuando era todavía congresista.
- Bhimrao Ramji Ambedkar (1891-1956), filósofo budista y político de la India.
- Kocheril Raman Narayanan (1920-2005),fue el décimo Presidente de la India entre  1997-2004.
- Anthony Poola
- Grace Banu
- Ram Nath Kovind